# Boulevard de Launay
Le boulevard de Launay est une voie de communication de la commune de Nantes, dans le département français de la Loire-Atlantique.

## Situation et accès
Située dans le quartier Dervallières - Zola, cette artère rectiligne, longue de 430 mètres, relie la place René-Bouhier, dans le prolongement de la rue Charles-Brunellière, à la place Général-Mellinet, dans l'axe du boulevard Allard.

## Origine du nom
Son nom fait référence à la Terre de Launay-Godetière, sur laquelle est érigé au début XIXe siècle le quartier autour de la place Général-Mellinet. L'artère est initialement désignée comme étant une avenue, avant d'être qualifiée de boulevard par délibération du conseil municipal du 23 mars 1964.

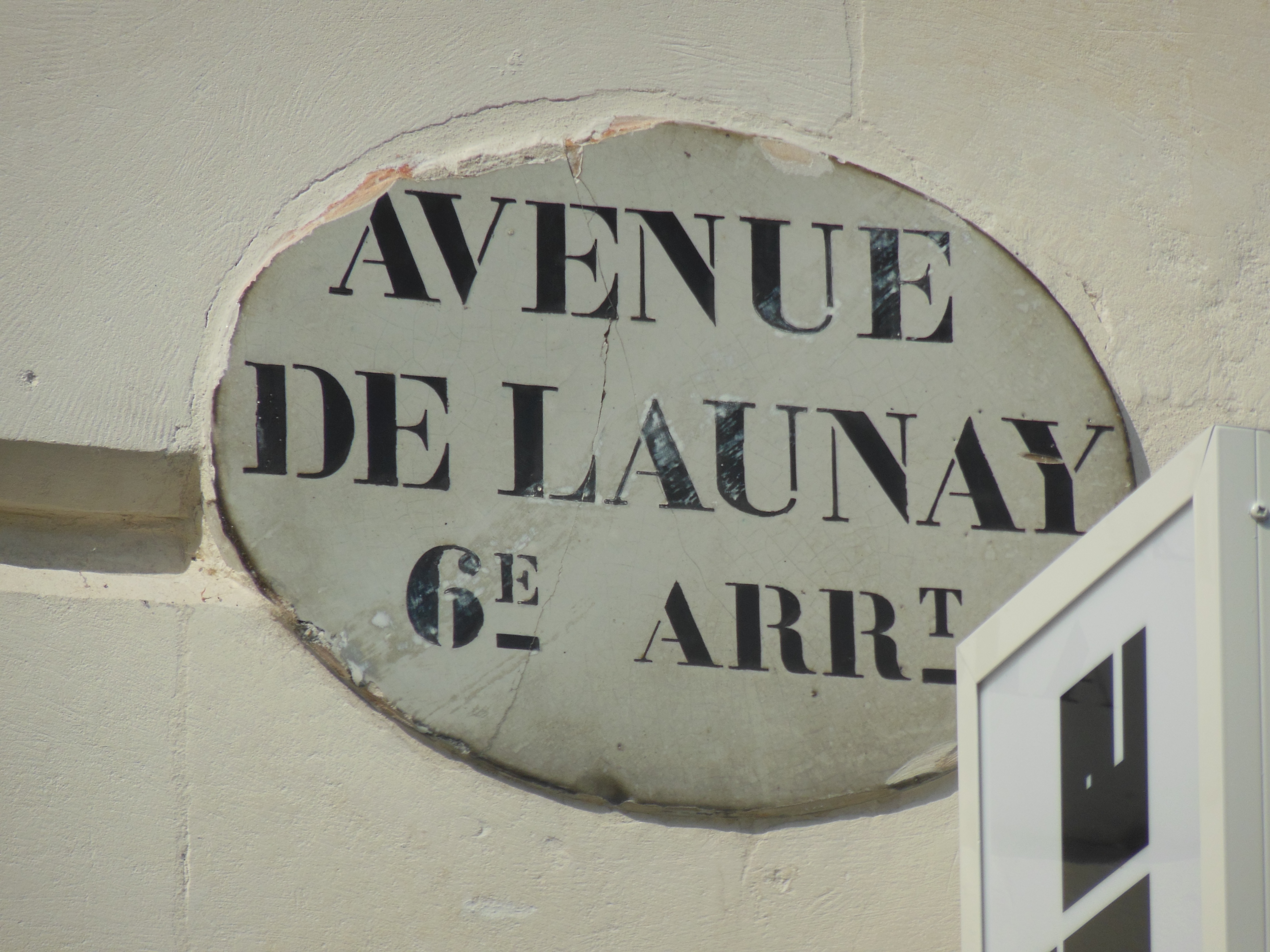
Ancien panneau « Avenue de Launay »
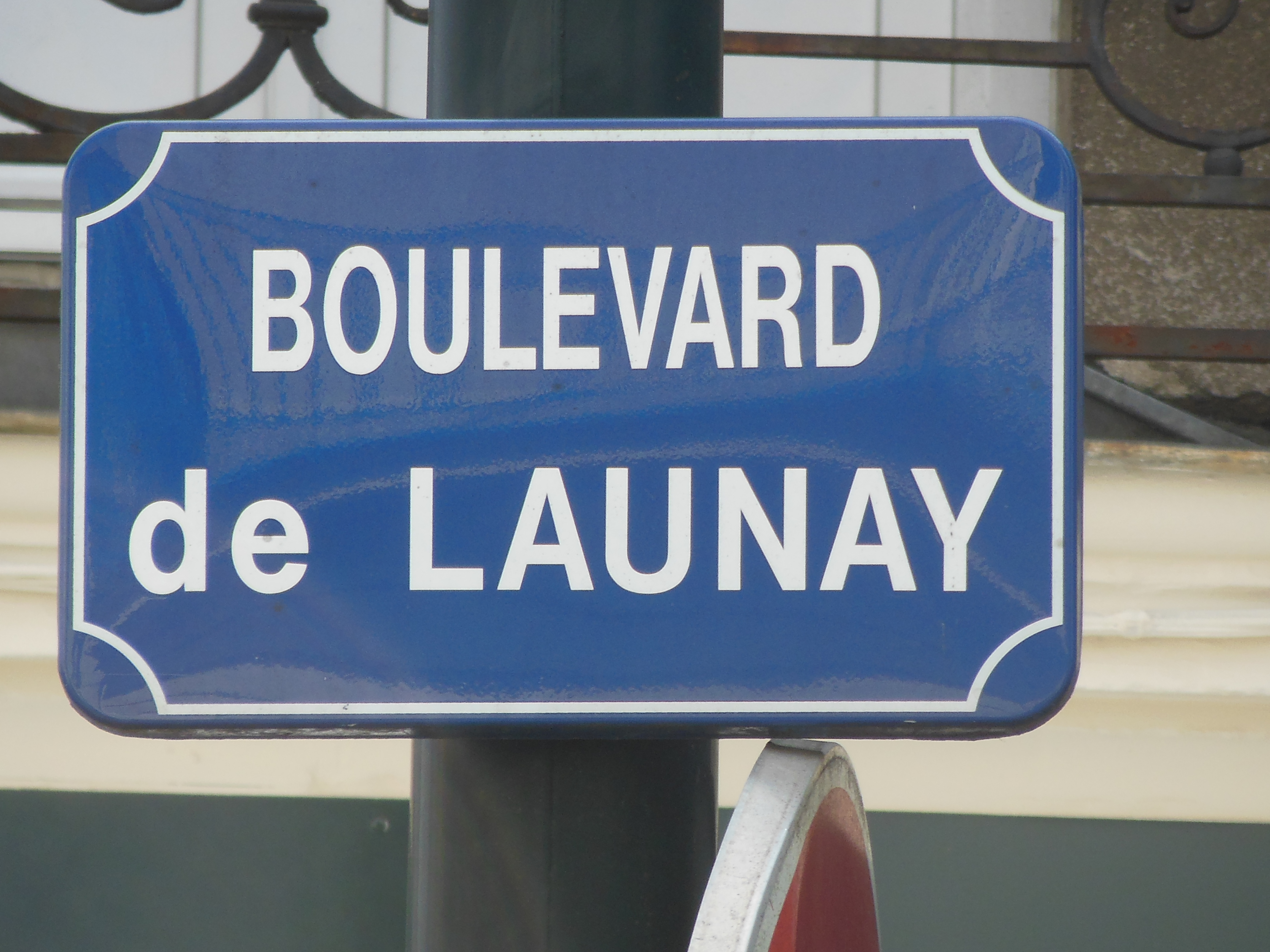
Actuel panneau « Boulevard de Launay »

## Historique
La Terre de Launay-Godetière s'était appelée jusqu'en 1603 Launay-Dionis. L'écrivain Pierre Boaistuau, était seigneur de Launay. Avant la construction du quartier, l'ancien parc du château, appelé plus souvent « Bois de Launay », était un lieu de promenade et de fêtes très prisé des Nantais.
La propriété fut rachetée à la famille Bertrand de Saint-Pern, par les frères Allard et Michel Vauloup (ou Vanloop), qui rasèrent en 1826 le château situé alors à l'emplacement de la place Mellinet. Les artères rayonnant autour cette place furent tracées.
En 1882, l'« École professionnelle municipale » fondée par Arsène Leloup, et dirigée depuis onze ans par son successeur René Bouhier, s'installe sur boulevard, au no 11. En 1936, cet établissement prendra le nom d'« École Leloup-Bouhier », avant de devenir le lycée Leloup-Bouhier en 1960. En septembre 2014, celui-ci a fermé afin que les lycéens rejoignent le nouveau lycée Nelson-Mandela sur l'île de Nantes,. La ville de Nantes, toujours propriétaire des locaux doit étudier la future destination des bâtiments.

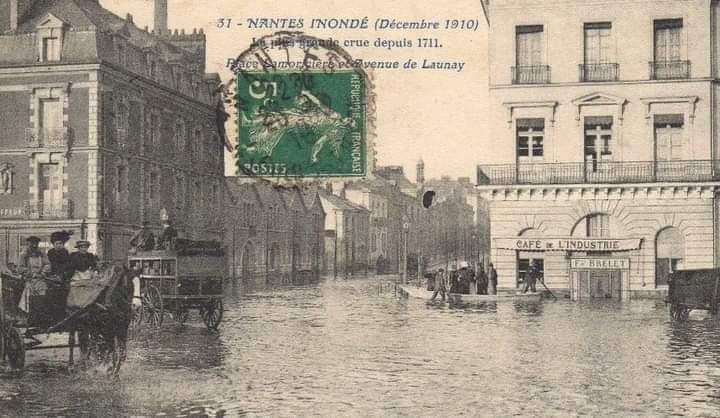
Crue de décembre 1910, inondant la place Lamoricière (actuelle place René-Bouhier) et la partie inférieure de l'avenue de Launay.

## Bâtiments remarquables et lieux de mémoire
- Au numéro 19, hôtel de l'industriel Joseph Paris ;
- L'hôtel Mignard puis Hignard, construit au XIXe siècle aux numéros 20-22 bis - 23 ter ;
- L'hôtel Riom, au numéro 27, ancienne propriété d'Alfred Riom ;
- Au numéros 28-30, hôtel de Maximilien et Oswald Siffait (Folies Siffait).

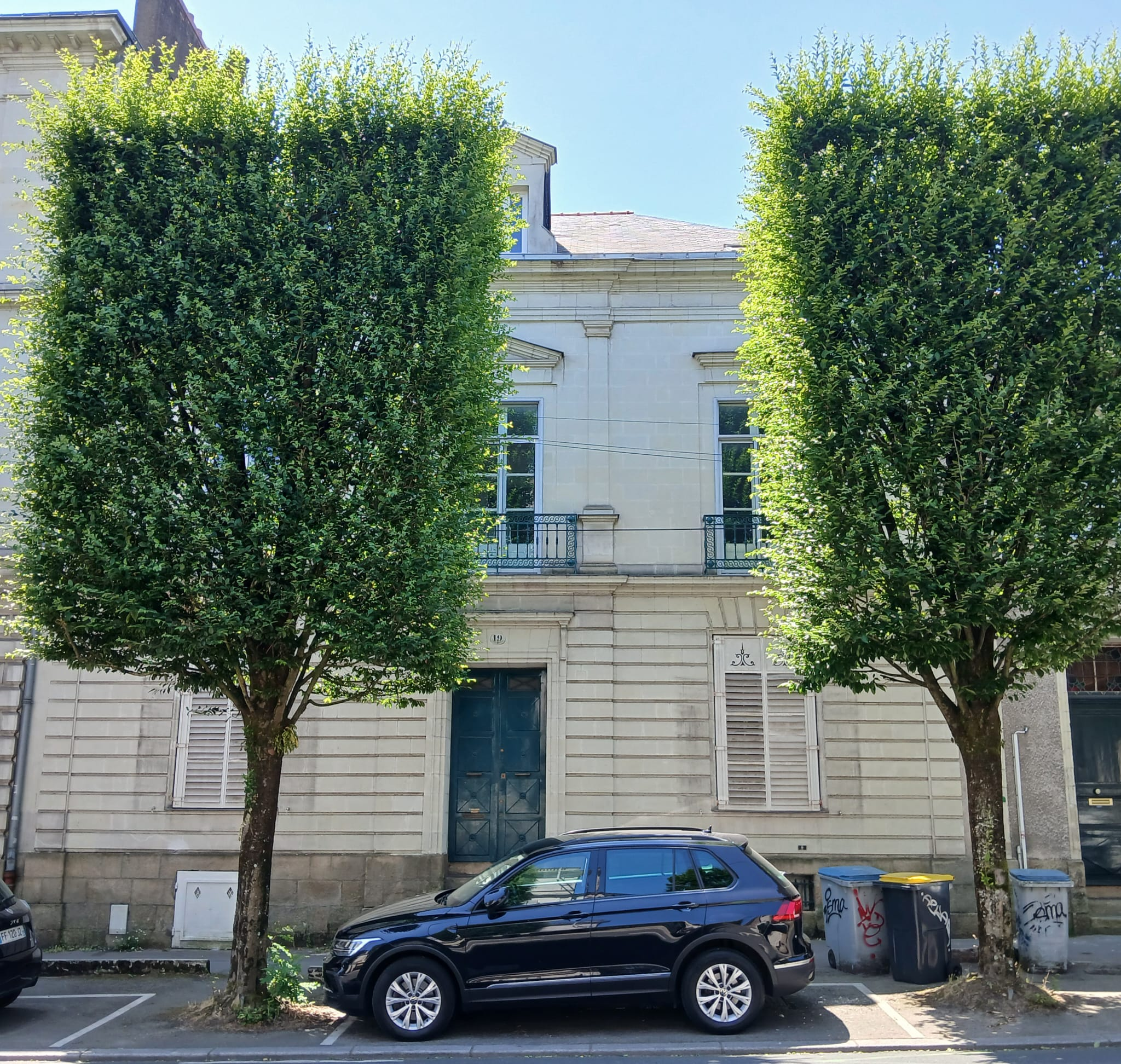
N°19 boulevard de Launay, hôtel particulier ayant appartenu à Joseph Paris.
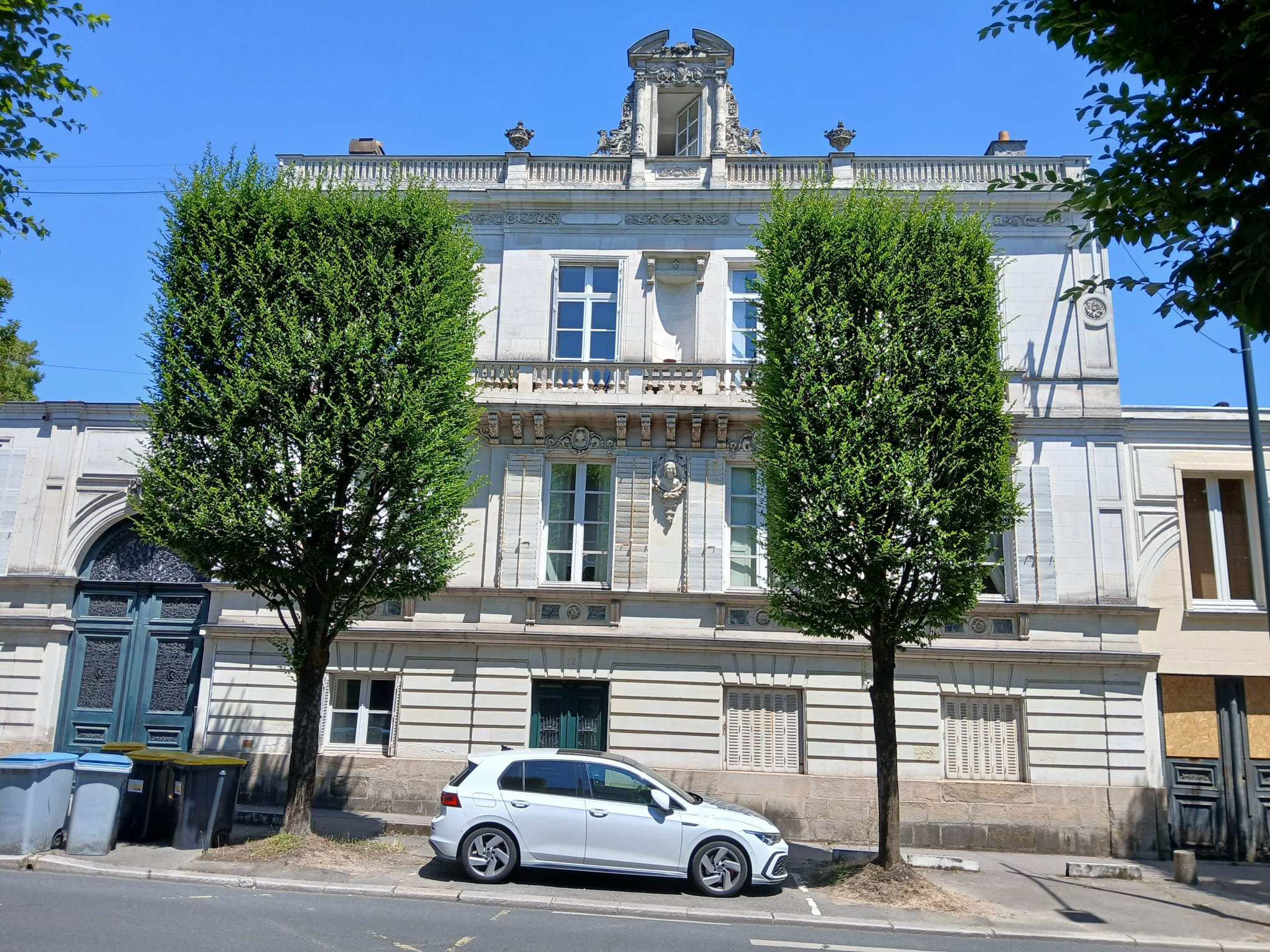
L'hôtel Hignard au 22 bis boulevard de Launay.
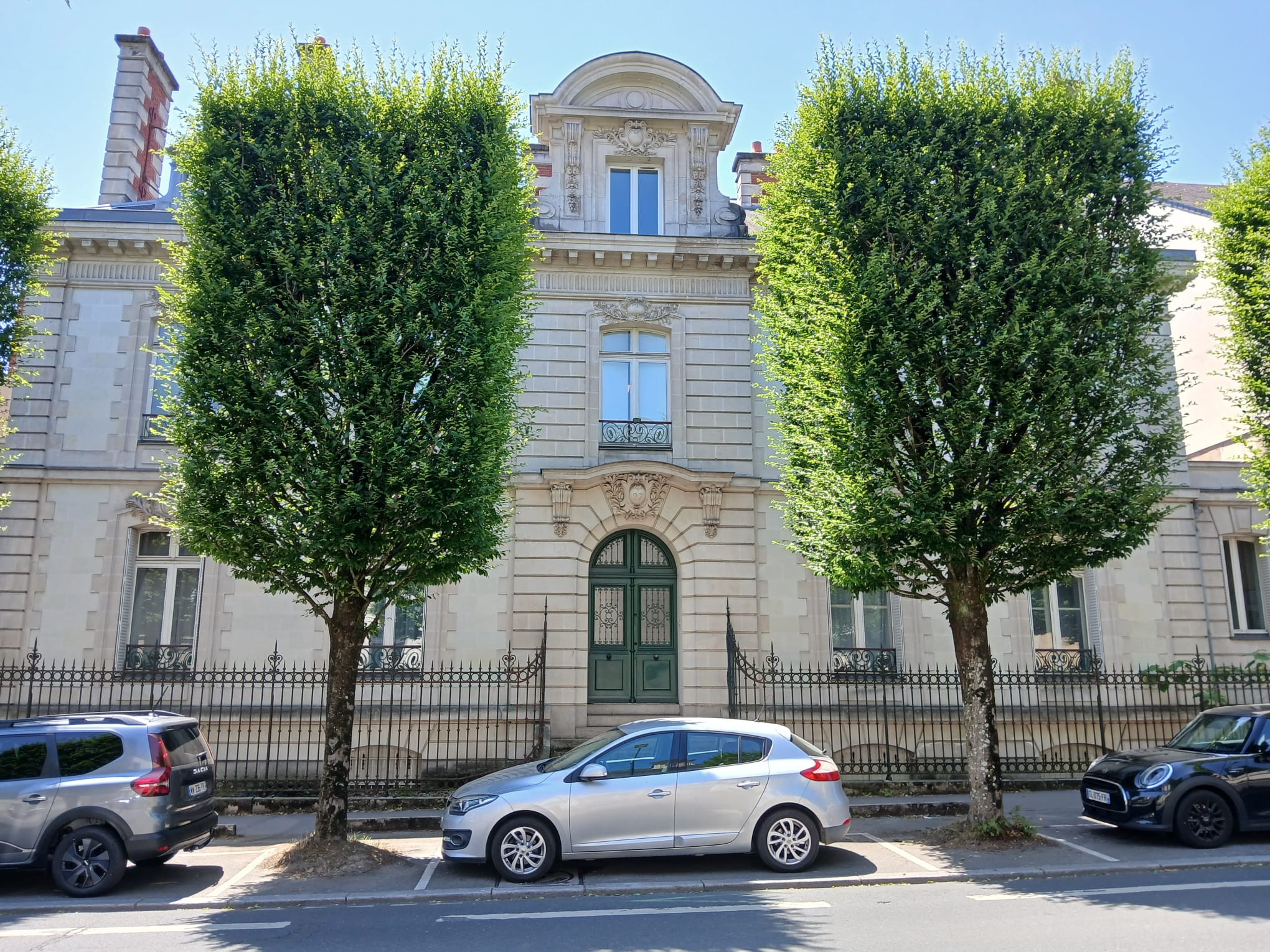
N° 27 bd de Launay, hôtel particulier ayant appartenu à Alfred Riom.
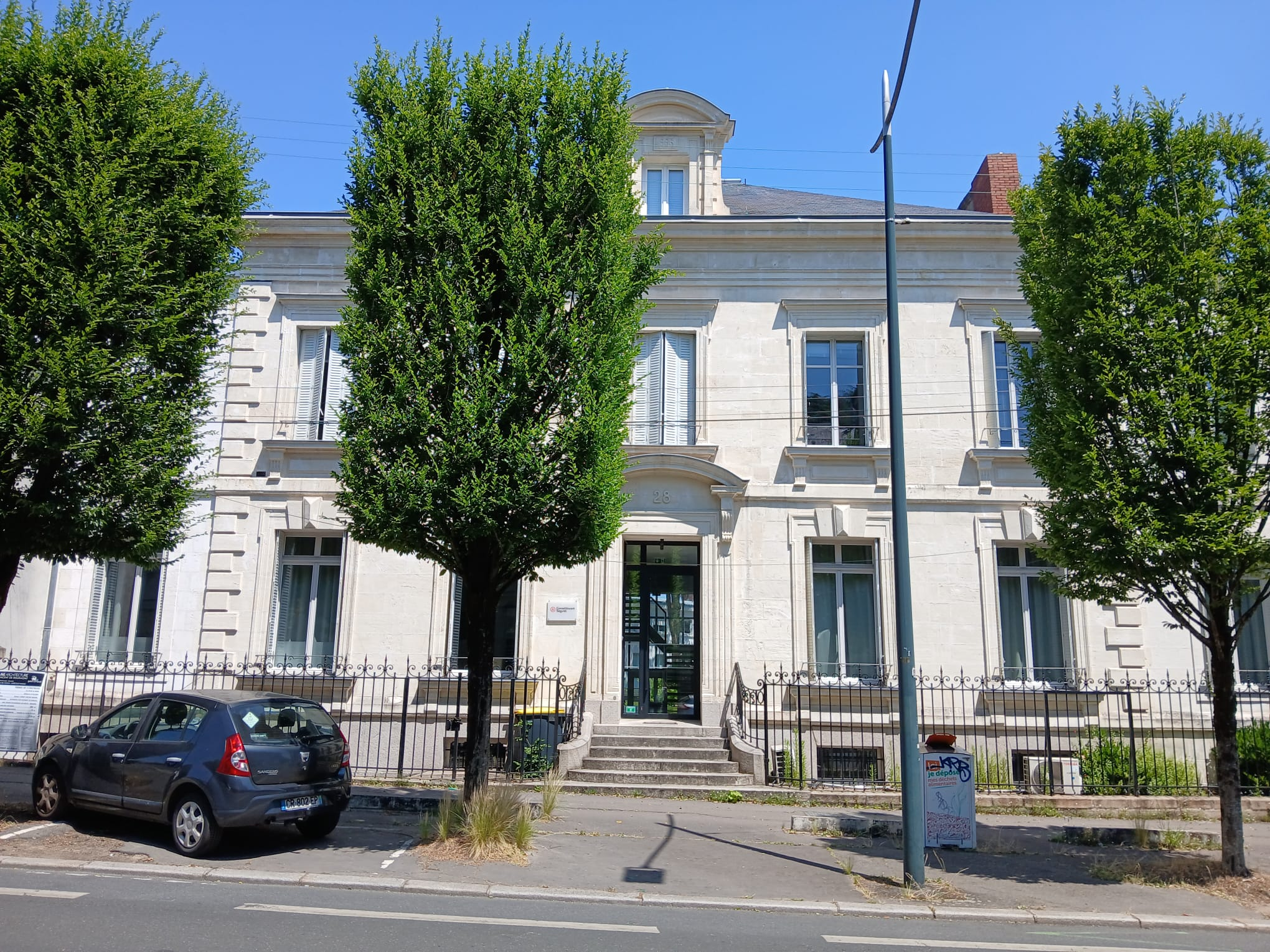
N° 28 bd de Launay, hôtel particulier ayant appartenu à Maximilien et Oswald Siffait.

## Galerie

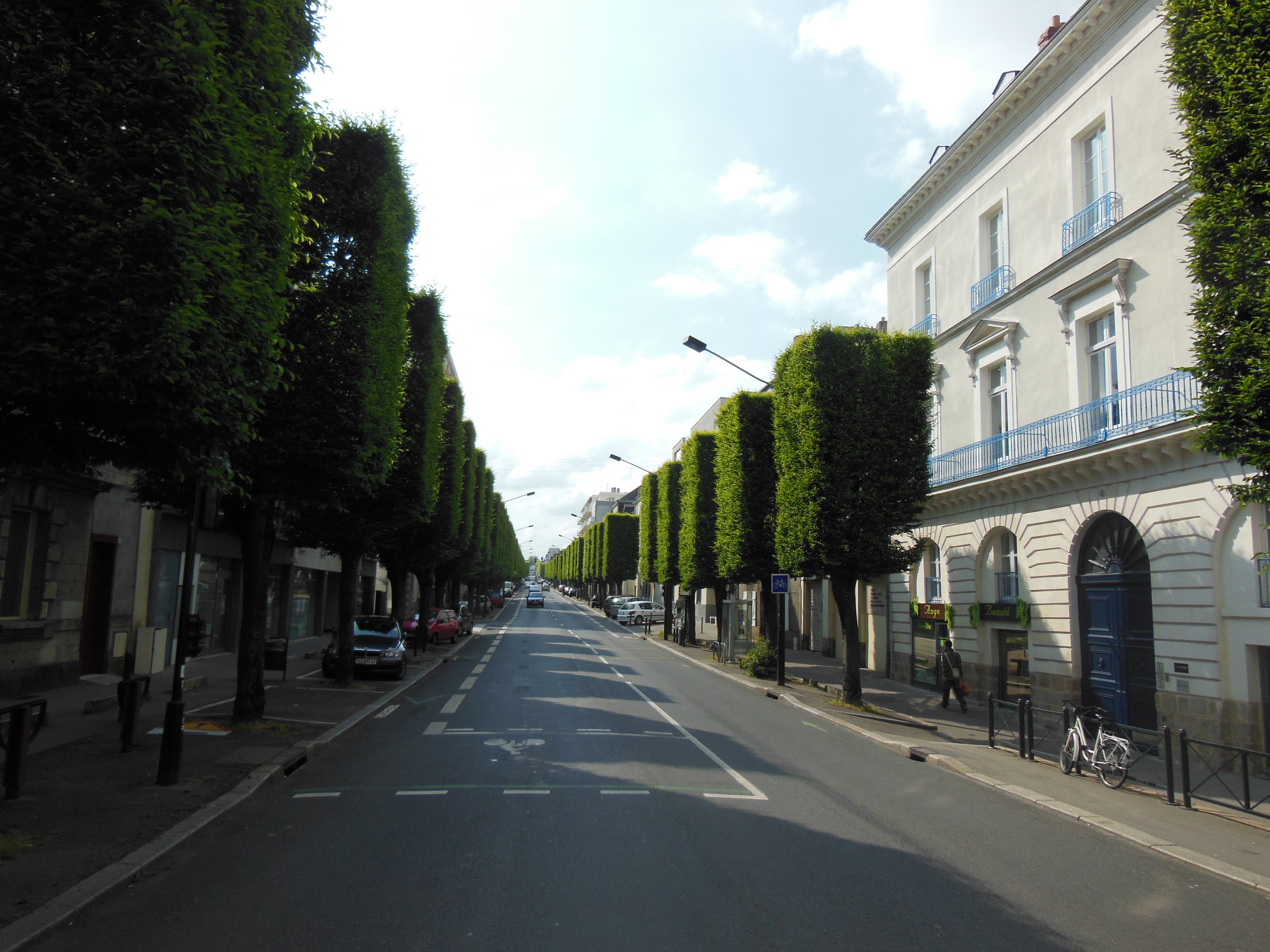
Boulevard de Launay sur le milieu de sa section
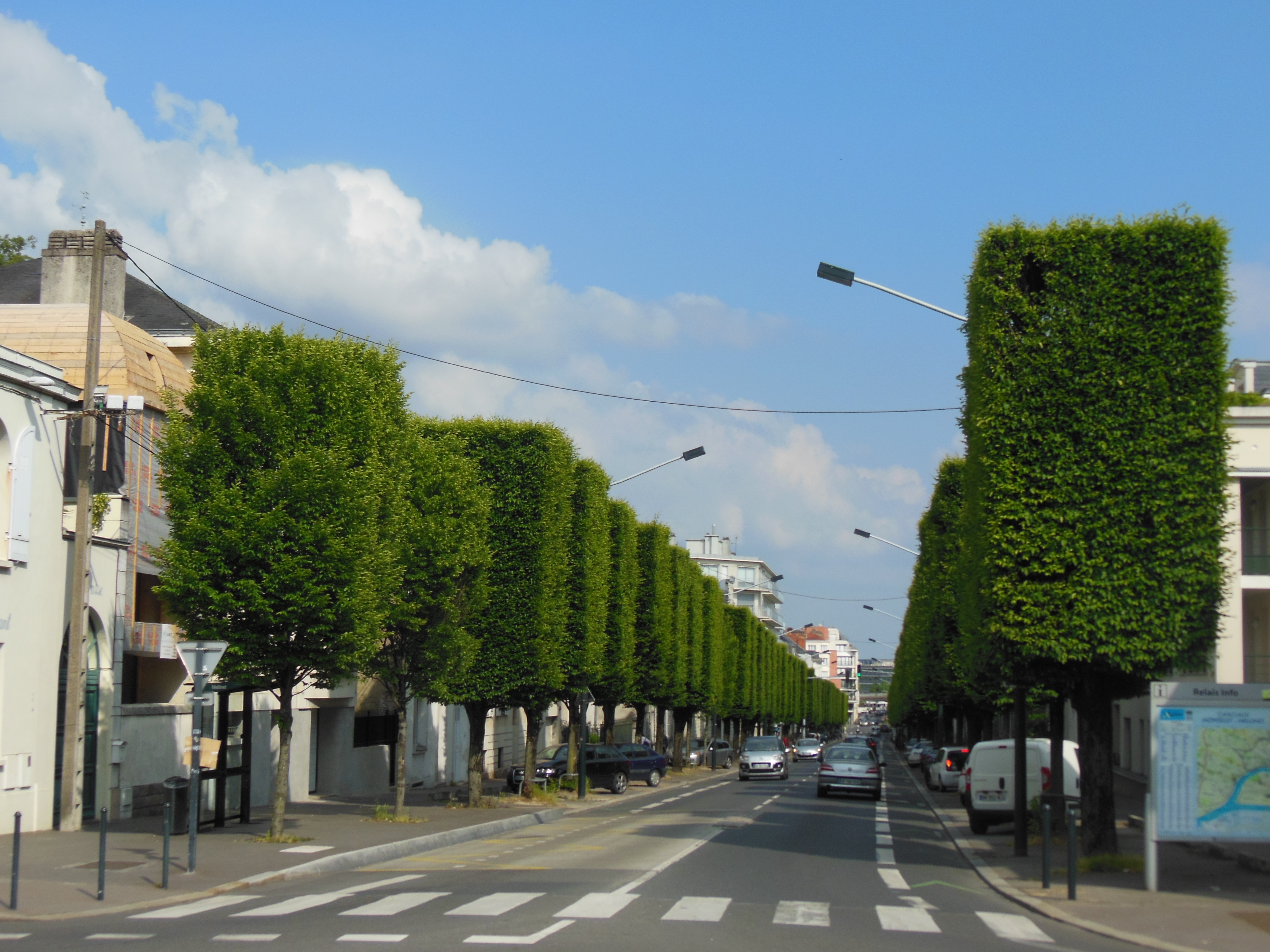
Boulevard de Launay, vu de la place Général-Mellinet, en direction de la place René-Bouhier